# ライタ
ライタ(英語: Raita)は、主にインドやパキスタン、バングラデシュなどの南アジア諸国で食される乳製品ベースの料理である。

## 概要

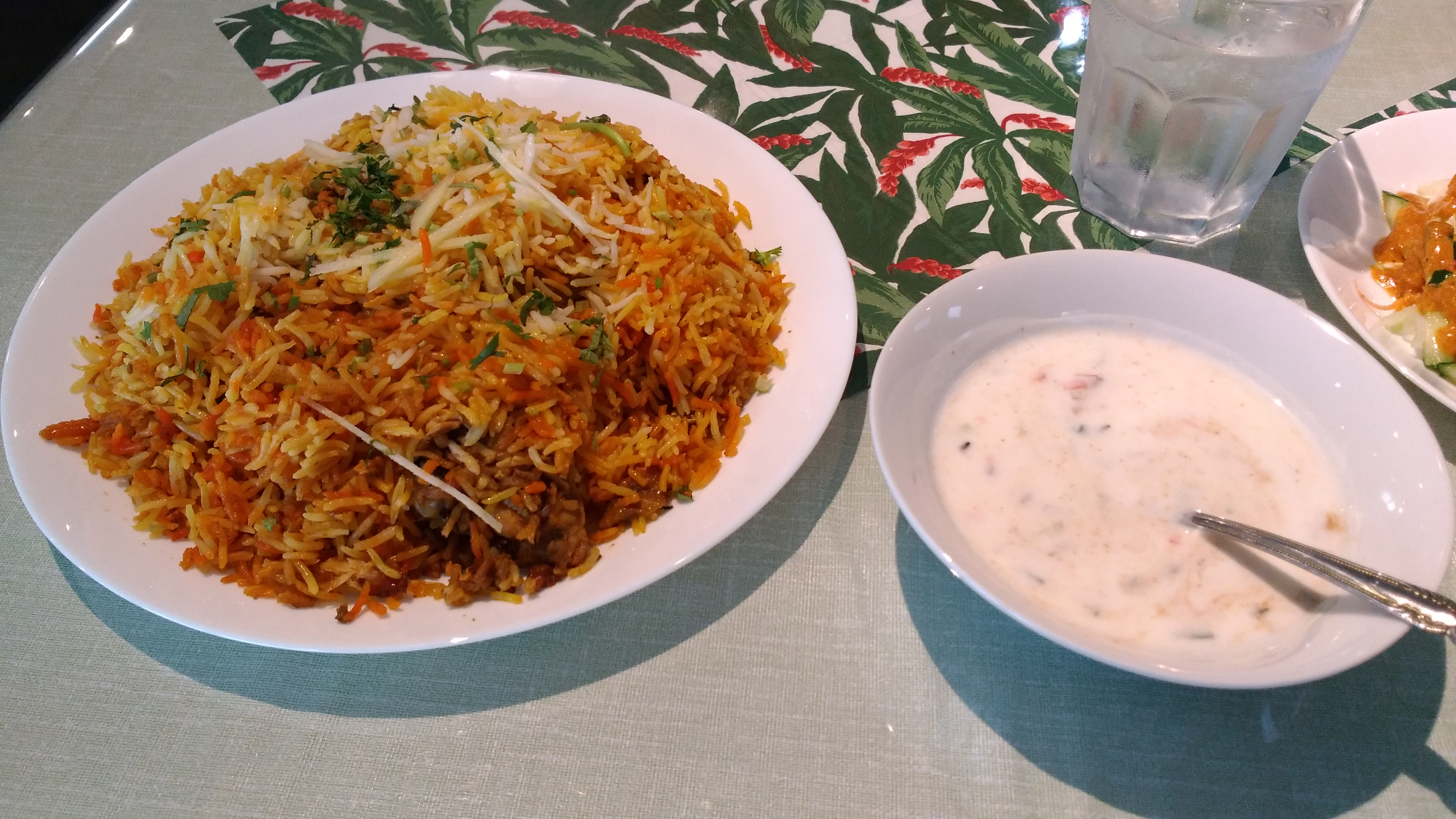
食べ合わせの一例。パキスタン料理のビリヤニと共に提供されている

ダヒ（ヨーグルト、カードともされる）と生又は調理した野菜、また稀に果物やヒヨコマメ粉の揚げ衣から作る。
西洋の料理で最も近いものは、ディップまたは温サラダである。調味料とされることもあるが、食塩、コショウ、マスタード、ホースラディッシュ等の、料理をよりスパイシーにする西洋の伝統的な調味料とは違い、ライタはカレーやケバブ等のアジア料理に対して冷やす効果を持つ。ベジタリアン用のインド料理では、フラットブレッドをライタ、チャツネ、ピクルスとともに食べることがある。
ヨーグルトは、コリアンダー、ローストしたクミンシード、ミント、カイエンペッパー、チャート・マサラ、その他のハーブやスパイスで味付けされる。

## 用語
raitaという言葉はヒンディー語に由来し、19世紀頃に初めて書物に現れた。ヒンディー語やウルドゥー語のraitaという言葉は、サンスクリット語で「クロガラシ」という意味のrajikaと「刺激がある」という意味のtiktakaに起源を持つ。南インド、特にケララ州やタミル・ナードゥ州では、伝統的なライタはパチャディ(pachadi)と呼ばれる。
また、その主な材料から単にダヒと呼ばれることもある。

## 作り方
クミンとクロガラシを揚げ、これをみじん切りにした生の野菜や果物（キュウリ、タマネギ、ニンジン、パイナップル、パパイヤ等）及びヨーグルトと混ぜる。
味付けに、生のショウガとニンニクのペースト、青唐辛子のペーストを用い、からしのペーストを加えることもある。
インド北部では、小さく揚げたヒヨコマメ粉を入れ、塩味またはスパイシーな味つけをして冷やしたboondi raithaを作る。ライタは、インドやパキスタンのスパイシーな料理を食べた口を冷やす効果がある。インド南部のライタのことはパチャディと呼ぶ。

## 種類
ライタは、野菜、豆、果物の主な3つの材料からつくることができる。これらをヨーグルトと混ぜ、様々な味付けをすることによって、様々な種類のライタになる。

### 野菜のライタ
- トマトとタマネギのライタ
- キュウリのライタ
- ニンジンのライタ
- カボチャのライタ
- ジャガイモのライタ
- ミントとラッカセイのライタ
- ホウレンソウのライタ
- ツノニガウリのライタ
- テーブルビートのライタ
- ヒョウタンのライタ
- ナスのライタ

### 豆のライタ
- 発芽リョクトウのライタ
- ブンディのライタ

### 果物のライタ
- バナナのライタ
- マンゴーのライタ
- グァバのライタ
- ブドウのライタ
- パイナップルのライタ
- ザクロのライタ